# 立見尚文
立見尚文（1845年8月21日—1907年3月6日）出身為日本桑名藩士，曾擔任過日本的法官、陸軍軍人、陸軍大將、男爵。此外他也是臺灣日治時期的唯一一位臺灣總督府軍務局局長。通稱為鑑三郎（かんざぶろう），號快堂，變名倉田巴。其父為桑名藩士江戶勤番・町田傳太夫。

## 生平

### 桑名藩士時期
立見尚文於松平定敬繼承桑名藩之時成為其小姓。他自少年時期便因使用風傳流之槍術與柳生新陰流的劍術而有名，並於藩校立教館、湯島的昌平坂學問所學習。
藩主松平定敬要就任京都所司代一職時，立見尚文也一同前往並在京都代表桑名藩與各方勢力周旋，在這之後加入了幕府陸軍，於歩兵第3連隊學習法國式用兵策略。
他在德川慶喜被軟禁之後依然主張和明治政府抗戰，於鳥羽伏見之戰大敗後重整了桑名藩的軍制。在這之後與土方歳三聯繫，在宇都宮城之戰有所功勞。
北越戰爭中，立見尚文擔任雷神隊隊長發動游擊戰，令官軍多次潰敗。特別是朝日山之役中立下了討取奇兵隊參謀時山直八的功勞。之後立見尚文前往會津若松城，於城下的戰鬥敗逃，於出羽國寒河江的長岡山做最後的抵抗，在奥羽列藩同盟中抵抗到最後的庄内藩投降後，才向明治政府軍投降。

### 明治陸軍時期
投降之後立見尚文過著遠離世間的「謹慎」生活，但隨著士族的反叛不斷發生以及考量到他的指揮能力，明治政府遂邀請他加入軍隊。在西南戰爭中他便以陸軍少佐的身分指揮新撰旅團的一個大隊，之後在甲午戰爭中他以陸軍少將的身分擔任歩兵第10旅團長，由於立下戰績而被封為男爵。之後在1896年1月擔任陸軍大學校長事務取扱、臺灣總督府軍務局長。
日俄戰爭中以陸軍中將身分率領第8師團出征，於黒溝台會戰率兵支援遭到俄軍冬季大規模攻擊的日軍左翼重要據點——黑溝台，與有數倍兵力的俄軍發生激戰，最後其師團雖然喪失大半的兵力但仍奪回了黑溝台，俄軍也因而撤退。
基於此一功績，雖然立見尚文出身舊幕府軍但仍得以晉昇為陸軍大將。薩長出身的將軍有不少在戊辰戰爭時因為立見尚文而嘗到苦頭，尤其是山縣有朋，據說他因為在北越戰爭時不知遭到幾次挫敗而一生避著立見尚文。

## 其他
- 據說是幕末到明治時期最厲害的指揮官。而野津道貫更是給予了「東洋第一的用兵家（東洋一の用兵家）」的高度評價。
- 進行八甲田山雪中行軍時，立見尚文擔任師團長的的第8師團之下設有歩兵第4旅團歩兵第31連隊與第5連隊。其中第31連隊在福島泰蔵大尉領導下完成行軍，但在山口鋠少佐、神成文吉大尉率領下的第5連隊幾乎全員都凍死了。

## 年表
- 弘化二年（1845年）七月十九日 於江戶出生，是桑名藩士・町田傳太夫的三子，之後給同藩的藩士立見作十郎尚志當養子。
- 明治元年（1868年） 參與戊辰戰爭，向明治政府軍投降後被軟禁在出羽大山。
- 明治三年（1870年）一月 赦免
- 明治四年（1871年）七月 桑名縣少參事
- 明治五年（1872年）一月 安濃津縣11等出仕
  - 十一月 上京
- 1873年（明治六年）4月 司法省10等出仕
  - 7月 新治裁判所（土浦）在勤
- 1874年（明治七年）4月 帰京
  - 5月 三級判事補
- 1875年（明治八年）8月 二級判事補
- 1876年（明治九年）2月 高知裁判所在勤
  - 10月 一級判事補
  - 11月 德島支廳詰
- 1877年（明治十年）5月 東京裁判所詰 
  - 6月 陸軍少佐
  - 7月 新撰旅團參謀副長
- 1878年（明治十一年）3月 歩兵第10連隊大隊長
  - 5月 歩兵第8連隊大隊長
- 1879年（明治十二年）2月 大阪鎮台参謀
- 1880年（明治十三年）7月 近衛參謀
- 1884年（明治十七年）2月 中佐・歩兵第1連隊長
- 1885年（明治十八年）5月 近衛歩兵第3連隊長
- 1886年（明治十九年）8月 小松宮歐洲參訪隨從（-1887年12月）
- 1887年（明治二十年）11月 大佐
- 1889年（明治二十二年）3月 第3師團參謀長
  - 9月 近衛参謀長
- 1891年（明治二十四年）12月 近衛師團參謀長(初代)
- 1894年（明治二十七年）6月 陸軍少將・歩兵第10旅團長
- 1895年（明治二十八年）8月 男爵
- 1896年（明治二十九年）1月 陸軍大學校長事務取扱
  - 4月 臺灣總督府軍務局長
- 1897年（明治三十年）11月 臺灣總督府陸軍部參謀長
- 1898年（明治三十一年）10月 陸軍中將・第8師團長（初代）
- 1906年（明治三十九年）5月 陸軍大將
  - 7月 退休
- 1907年（明治四十年）3月6日 死去

## 親族
- 長男 立見豐丸（陸軍大佐、貴族院議員）
- 女婿 野口坤之（陸軍中將）・高橋義章（陸軍中將）・古賀義男（陸軍少将）・鈴木孝雄（陸軍大将）
- 孫 立見辰雄（鉱床学者、東京大学教授）

## 以立見尚文為題材的作品
- 中村彰彦『闘将伝 小説 立見鑑三郎』（角川文庫、1998年） ISBN 4-04-190606-7
- 柘植久慶『常勝将軍・立見尚文』上、下（PHP研究所、2008年） 上 ISBN 978-4-569-70060-1、下 ISBN 978-4-569-70061-8

### 腳註
1. 1 2  陳文添. . 《臺灣文獻別冊》17 (南投縣南投市中興新村: 國史館臺灣文獻館). 2006-06-30: 9–15頁.

## 外部連結
维基共享资源上的相關多媒體資源：立見尚文